# Mohammed Al-Mougui
 (octobre 2017).
Si vous disposez d'ouvrages ou d'articles de référence ou si vous connaissez des sites web de qualité traitant du thème abordé ici, merci de compléter l'article en donnant les références utiles à sa vérifiabilité et en les liant à la section « Notes et références ».
Mohammed Al-Mougui (4 mars 1923 - 1er juillet 1995) est l'un des principaux compositeurs de musique arabe du XXe siècle.

## Biographie
Né en Égypte en 1923, il a commencé sa carrière de musicien en composant d'abord pour Abdel Halim Hafez un de ses premiers succès, Saffini Marra, en 1955. Figurant durant toute sa carrière parmi ses compositeurs attitrés, il composa ensuite pour de nombreux autres artistes arabes majeurs du XXe siècle, parmi lesquelles figure Oum Kalthoum.

## Mohammed Al-Mougui et Oum Kalthoum
Mohammed Al-Mougui composa plusieurs chansons pour Oum Kalthoum, parmi lesquelles figurent les succès Li-sabr hudud en 1963 et Issal Rohak en 1970. Il est aussi le compositeur de deux titres courts très connus : Hanat al-aqdar et Awqidu esh-shumuss. Il admirait particulièrement l'interprétation originale de ses compositions par Um Kalthum, qui selon lui ne duraient que quinze ou vingt minutes à l'état brut mais pouvaient atteindre l'heure ou l'heure et demie lors des concerts, quand elle y ajoutait des improvisations à partir de la structure mélodique proposée par le compositeur.

## Mohammed Al-Mougui et Abdel Halim Hafez
Mohammed Al-Mougui composa près d'une cinquantaine d'œuvres pour Abdel Halim Hafez .
Outre ses premiers succès dans les années cinquante, essentiellement des chansons courtes chantées dans les comédies musicales de Abdel Halim Hafez, Mohammed Al-Mougui est le compositeur de plusieurs chansons fleuves des années 70 : Ya Malikan Qalbi, Rissala Min Taht El Ma et, surtout, Qariat el Fengan, sur des paroles du poète Nizar Kabbani, qui reste un des plus grands succès d'Abdel Halim Hafez considéré par beaucoup de mélomanes arabes comme une œuvre majeure de la musique moderne du XXe siècle. Audacieuse, exigeante, originale, à l'orchestration baroque (un orgue farfisa, un moog, une guitare électrique au milieu de sections de violons, d'un nay et de percussions arabes traditionnelles) tout en s'inscrivant parfaitement dans l'héritage modal classique arabe, cette chanson a marqué l'histoire de la chanson arabe.

## Compositions pour d'autres artistes
Il composa aussi pour la chanteuse Fayza Ahmed la célèbre œuvre Ana Albi ilik Mayal, puis collabora notamment avec Warda, Aziza Galal ou Mayada el Henawi. Il reprit aussi lui-même dans les années 80 certaines de ses anciennes compositions qu'il interprétait avec une voix grave, douce et précise en s'accompagnant parfois uniquement de son oud (Li-Sabri-Hudoud ou Isaak Rohak) ou lors de quelques concerts dans les années 80 ou 90, avec un orchestre semblable à celui qui accompagnait les grands noms de la chanson arabe des années 1960-1970. Un album de reprises instrumentales de certaines de ses plus grandes chansons (Kamel El Awsaf, Ya Malikan Qalbi...) sortit également.